# Agua de cebada

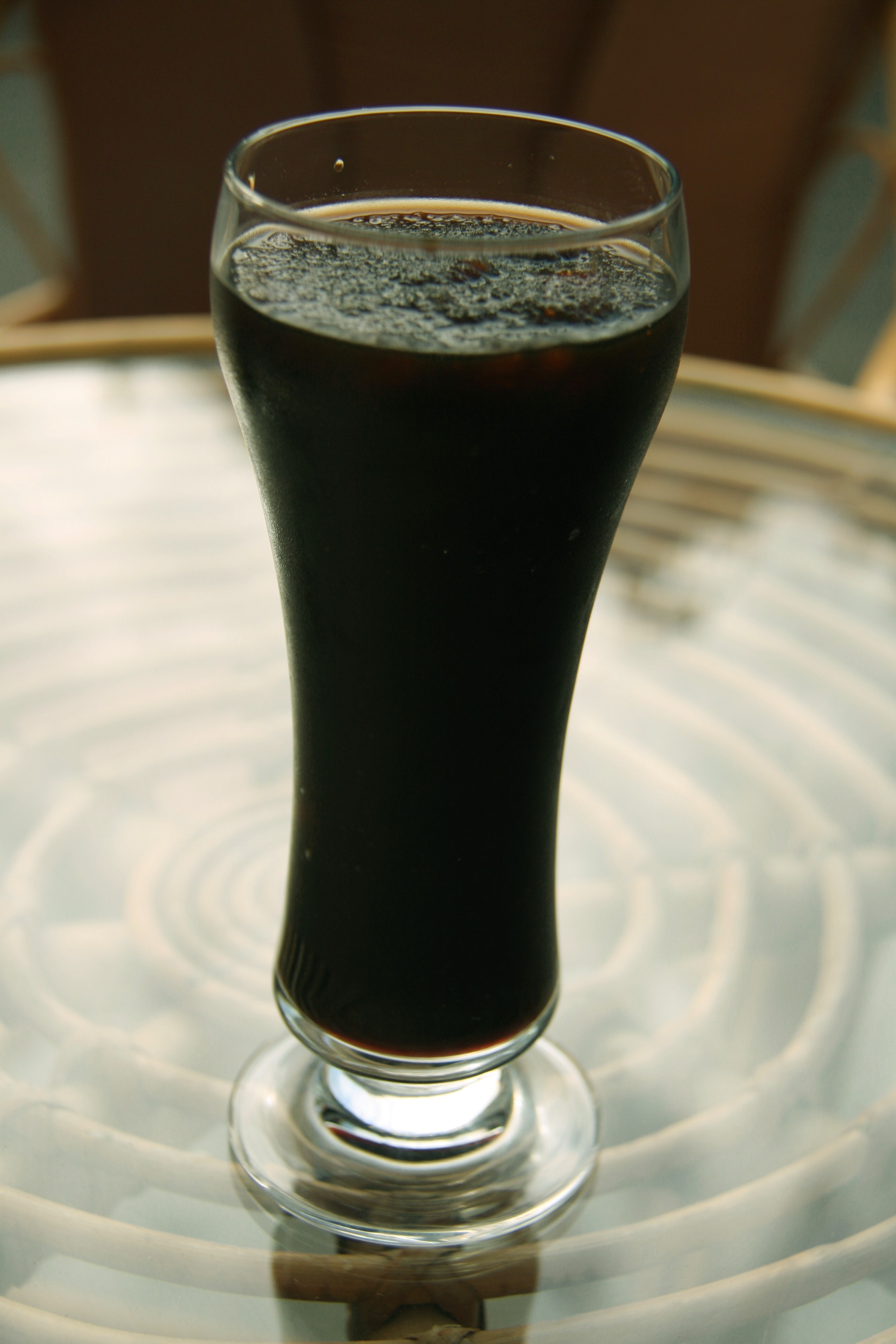
Granizado de agua de cebada servida como refresco.

El agua de cebada es una bebida refrescante de consumo habitual entre el sur de la Comunidad Valenciana y el norte de la Región de Murcia, especialmente en la provincia de Alicante, y que fue típica de los cafés de Madrid.
Su origen proviene de las aguas olorosas que se servían en el Siglo de Oro, precursoras de los actuales refrescos. Su consumo se inició en el siglo XVIII, y se hizo muy popular a fines del XIX y principios del XX. Hoy en día, apenas se encuentran puestos donde la sirvan, por regla general, en horchaterías, salvo en las citadas partes del litoral mediterráneo, sobre todo en el sur de la provincia de Alicante, donde es más frecuente su consumo. El agua de cebada es popular en otros países como México (aguas frescas), Perú y Gran Bretaña; en Costa Rica es conocida como maximalta.

## Características
Se suele preparar como una infusión de granos de cebada (Hordeum vulgare) a fuego lento de casi tres cuartos de hora de cocción. El agua así obtenida se suele colar y endulzar ligeramente con azúcar o miel. Posee un color ligeramente lechoso. Se sirve bien fría para que sea empleada como bebida refrescante. Esto hacía que fuese la bebida típica del verano madrileño y los meses calurosos. Su elaboración de bajo coste hacía que fuese una bebida humilde, siempre presente en los establecimientos de fines del XIX y principios del XX y vendida por mozos en la calle. En algunos casos se suele aromatizar con canela o zumo de limón. 
Se creía que era un remedio contra tuberculosis y afecciones intestinales. En el lenguaje de la época se puede encontrar definida como agua de cebá. Esta bebida ha ido poco a poco cediendo ante la presencia de otros refrescos más populares, y hoy en día es raro el sitio que la ofrece en España, a excepción de las horchaterías de la Comunidad Valenciana, en las que se sigue sirviendo con igual popularidad que el granizado de limón junto a la aclamada horchata cada verano.
Muy aprecida es la elaborada en un pueblo de Jaén; (España), llamado Cambil, donde cada año, en verano, se suele elaborar por algunos vecinos del pueblo y es ofrecida en las fechas de julio, Santiago (25), Santa Ana (26) y Santanilla (27), así como en toda la Vega Baja del Segura (Alicante).

## Variantes
El agua de cebada es tradicional igualmente en los estados mexicanos de Sinaloa, Sonora y Nayarit, se prepara mezclando el polvo de cebada con agua, azúcar un poco de canela entera y hielo al gusto y se toma como bebida refrescante en estos calurosos lugares, algunos le agregan un poco de leche condensada como edulcorante y otros además le añaden un poco de sal para resaltar el sabor del dulce. En la Comunidad Valenciana, es usual que se mezcle con leche merengada, leche con limón y canela o incluso horchata de chufa. En los países asiáticos se toma un té de cebada tostada con fines prácticamente similares. En Gran Bretaña es muy popular esta bebida, se aromatiza con zumo de limón, y existen marcas comerciales de refrescos (Robinsons Barley Water) que se distribuyen entre los jóvenes. Se suele elaborar con cebada sin salvado (pearl barley). El Lemon Barley Water es una bebida muy asociada con el Campeonato de Wimbledon.